# Leptocometes virescens
Leptocometes virescens là một loài bọ cánh cứng trong họ Cerambycidae.